# Cesare Riboldi
Cesare Riboldi (Cassina de' Pecchi, 25 giugno 1924 – Cernusco sul Naviglio, 24 aprile 1945) è stato un partigiano italiano.

## Biografia
Cesare Riboldi nasce alla Cascina Malachina di Cassina de' Pecchi 25 giugno 1924 da padre Angelo e da mamma Agnese Nava, cernuschese di nascita ed entrambi da contadini.
Rimane orfano di padre nel 1933, proprio in quell'anno la madre decide di tornare a vivere a Cernusco nella sua casa natale di Via Monza con i figli Cesare e Giuseppe, detto Peppino.
Comincia a lavorare fin da giovane, appena conclusa la quinta elementare comincia con qualche lavoretto saltuario.
Durante l'occupazione nazifascista entra a far parte dell'11ª Brigata Matteotti, che nel territorio di Cernusco sul Naviglio fu la formazione partigiana più attiva e numerosa.
Il primo resoconto scritto di una azione dell'11ª Brigata Matteotti risale al 22 gennaio 1945, quando nella notte, un distaccamento composto da 22 partigiani attacca il presidio nazifascista di Vaprio d'Adda. I partigiani riescono ad occupare una ridotta asportandone tutte le munizioni e una mitragliatrice. Il bottino ammonta a una mitragliatrice pesante Fiat, 4 casse di munizioni e un fucile. Da quel momento, le azioni militari si vengono a mano a mano intensificando per culminare nell'insurrezione del 25 aprile.
Il 24 aprile, anche l'11ª Brigata riceve dal comandante generale Corrado Bonfantini, l'ordine di insorgere e di tentare l'entrata in Milano. Tutta la notte viene impiegata in febbrili preparativi per la raccolta delle armi, la concentrazione degli uomini e la ricerca di automezzi. Cesare Riboldi insieme al compagno di brigata Luigi Mattavelli sono impegnati in queste operazioni di raccordo e di collegamento facendo il giro di tutti distaccamenti partigiani e trasmettendo l'ordine ai compagni di armarsi e di prepararsi ad attaccare.
Intorno alle ore 18:00, i due diretti a Cascina Rossona di Pioltello, vengono intercettati sul viale Assunta di Cernusco sul Naviglio da un maresciallo delle Brigate Nere che dopo averlo disarmato reagisce sparando con una pistola nascosta, mentre si allontanavano, ed uccidendo Cesare Riboldi con diversi colpi e ferendo gravemente al torace il compagno Luigi Mattavelli che riuscì a scappare e a rifugiarsi presso la Cascina Lenzuoletta di Cernusco.
Cesare Riboldi muore il 24 aprile 1945.

## Riconoscimenti
- Sul luogo dell'accaduto è stato intitolato a Cesare Riboldi e Luigi Mattavelli un largo con annesso dal Comune di Cernusco sul Naviglio.
- Nell'omonimo largo è presente un monumento in ricordo di Cesare Riboldi e Luigi Mattavelli ed a tutti i caduti e deportati delle guerre.
- A Cernusco sul Naviglio è presente una sezione ANPI intitolata a Cesare Riboldi e Luigi Mattavelli.